# Fraunhofer Kompetenzfeld Additive Fertigung
Das Fraunhofer Kompetenzfeld Additive Fertigung der Fraunhofer-Gesellschaft integriert deutschlandweit achtzehn Institute, die sich je nach Schwerpunkt mit Themen aus dem Bereich der additiven Fertigung beschäftigen und bildet damit die gesamte Prozesskette der additiven Fertigung ab. Dies umfasst die Entwicklung, Anwendung und Umsetzung additiver Fertigungsverfahren und Prozesse sowie die dazugehörigen Materialien.
Die Themen können alle Aspekte der additiven Fertigung umfassen, wie z. B.: Materialien und Technologien, Bewertung und Verbesserung der Qualität von 3D-gedruckten Teilen, Optimierung von Teilen nach verschiedenen Kriterien (Gewicht, Steifigkeit) und digitaler Workflow (Slicer, adaptive Maschinensteuerung).
Das Netzwerk wurde 1998 als Fraunhofer-Allianz Rapid Prototyping gegründet. 2008 fand der Relaunch zur Fraunhofer-Allianz Generative Fertigung statt, als die additive Fertigung als Fertigungstechnologie der Zukunft an Bedeutung gewann. Im Jahr 2021 stellt Fraunhofer seine Forschungsbereiche neu auf, um den Anforderungen der Industrie besser gerecht zu werden. Die Fraunhofer-Allianz Generative Fertigung wird ihre Kompetenzen im Fraunhofer Kompetenzfeld Additive Fertigung bündeln.
Die Erfahrung aus nationalen und internationalen Industrieaufträgen sowie Forschungsprojekten bildet die Grundlage, kundenindividuelle Konzepte zu entwickeln und komplexe Aufgaben zu bewältigen. Die aktuellen Schwerpunkte liegen in den Bereichen Bio-Medizintechnik, Mikrosystemtechnik, Automobilbau & Luft- und Raumfahrt, Werkzeugbau sowie Handhabung und Montage.
Die beiden Hauptmessen sind jedes Jahr die Rapid.Tech 3D und die Formnext. Die Rapid.Tech 3D fokussiert sich auf die Herstellung von Endprodukten mit additiven Verfahren und wie die Technologie in die Massenproduktion übertragen werden kann.
Die Formnext ist eine globale Fachmesse, die sich der additiven Fertigung und dem industriellen 3D-Druck widmet. Hier kommen Experten aus den unterschiedlichen Branchen, wie Automotive, Luft- und Raumfahrt, Maschinenbau, Medizintechnik, Elektrotechnik zusammen.

## Direct Digital Manufacturing Conference (DDMC)
Das Fraunhofer Kompetenzfeld Additive Fertigung organisiert die, alle zwei Jahre stattfindende, Fraunhofer Direct Digital Manufacturing Conference (DDMC), ein Diskussionsforum zum Thema Additive Manufacturing, welches sowohl die industriellen Anwendungen des 3D-Drucks als auch die Auswirkungen auf die Umwelt thematisiert. Einflüsse auf die Gesundheit, Nachhaltigkeit und technologische Themen werden ebenfalls diskutiert. Die DDMC vereint Forscher, Pädagogen und Praktiker aus der ganzen Welt und fördert eine Atmosphäre, die für die Entwicklung neuer Ideen und die Verbesserung bereits bestehender Forschungsentwicklungen dienlich ist.

## Fraunhofer-Institute
Dem Fraunhofer Kompetenzfeld Additive Fertigung gehören folgende Fraunhofer-Institute an:
- Fraunhofer-Institut für Fertigungstechnik und Angewandte Materialforschung (IFAM)
- Fraunhofer-Institut für Keramische Technologien und Systeme (IKTS)
- Fraunhofer-Institut für Lasertechnik (ILT)
- Fraunhofer-Institut für Produktionstechnik und Automatisierung (IPA)
- Fraunhofer-Institut für Produktionstechnologie (IPT)
- Fraunhofer-Institut für Werkstoffmechanik (IWM)
- Fraunhofer-Institut für Umwelt-, Sicherheits- und Energietechnik (UMSICHT)
- Fraunhofer-Institut für Werkzeugmaschinen und Umformtechnik (IWU)
- Fraunhofer-Institut für Graphische Datenverarbeitung (IGD)
- Fraunhofer-Institut für Grenzflächen- und Bioverfahrenstechnik (IGB)
- Fraunhofer-Institut für Kurzzeitdynamik (EMI)
- Fraunhofer-Institut für Schicht- und Oberflächentechnik (IST)
- Fraunhofer-Institut für Arbeitswirtschaft und Organisation (IAO)
- Fraunhofer-Institut für Werkstoff- und Strahltechnik (IWS)
- Fraunhofer-Institut für Produktionsanlagen und Konstruktionstechnik (IPK)
- Fraunhofer-Institut für Silicatforschung (ISC)
- Fraunhofer-Einrichtung für Wertstoffkreisläufe und Ressourcenstrategie (IWKS)
- Fraunhofer-Institut für Gießerei-, Composite- und Verarbeitungstechnik (IGCV)
- Fraunhofer-Einrichtung für Additive Produktionstechnologien (IAPT)